# Gary Lakes
Gary Lakes (Woodward, 26 settembre 1950) è un tenore statunitense.

## Biografia
Cresciuto a Irving, ha studiato alla Southern Methodist University.

## Carriera
- Nel 1981 debutta a Seattle come Froh in Das Rheingold, sempre nello stesso anno è al San Francisco Opera come Ruiz ne Il trovatore con Leontyne Price e Fiorenza Cossotto.

- Nel 1986 debutta al Metropolitan Opera House di New York come High Priest in Idomeneo, re di Creta diretto da Jeffrey Tate con Frederica von Stade e Hildegard Behrens ed a Tolosa Heurtal in Guercœur di Albéric Magnard con Nathalie Stutzmann e José van Dam.

- Nel 1987 al Metropolitan è Walther in Tannhäuser diretto da James Levine con Jessye Norman e Dawn Upshaw, Don Josè in Carmen diretto da Levine con Agnes Baltsa, Ileana Cotrubaș e Samuel Ramey, Samson in Samson et Dalila con Marilyn Horne e Louis Quilico e Siegmund in Die Walküre diretto da Levine con Hildegard Behrens e nella Salle Pleyel di Parigi Heurtal in Guercœur con la Behrens.

- Al Met nel 1989 è Emperor in La donna senz'ombra con Helga Dernesch e Franz Mazura ed Erik in Der Fliegende Holländer diretto da Levine con Paul Plishka.

- Nel 1990 al Met è Grigory in Boris Godunov diretto da Emil Tchakarov con Paata Burchuladze, Philip Langridge, Stefania Toczyska e Plishka ed a San Francisco Siegmund in Die Walküre diretto da Donald Runnicles con Gwyneth Jones e la Dernesch.

- Nel 1991 al Met è Florestan in Fidelio con Elizabeth Connell, Kurt Moll e Helen Donath ed il protagonista in Parsifal diretto da Levine con la Norman, Robert Lloyd, Mazura e Plishka e debutta al Teatro alla Scala di Milano come Parsifal diretto da Riccardo Muti con Waltraud Meier.

- Nel 1992 al Wiener Staatsoper è Der Kaiser in La donna senz'ombra con Bernd Weikl e la Jones ed a San Francisco Florestan in Fidelio diretto da Runnicles con la Behrens e

- Nel 1993 al Met è Laka in Jenůfa diretto da James Conlon con Leonie Rysanek ed Aeneas in Les Troyens diretto da Levine con Thomas Hampson, Susan Graham e Plishka.

- Nel 1994 all'Opéra National de Paris è Admete in Alceste ed alla Scala Siegmund in Die Walküre diretto da Muti con la Meier e Jane Eaglen.

- Nel 1995 a Parigi è Faust ne La damnation de Faust ed al Met Jimmy Mahoney in Ascesa e caduta della città di Mahagonny diretto da Levine con la Dernesch cantando al Met fino al 1997 in 107 recite.

- Nel 1998 tiene un recital a Melbourne.

## Discografia
- Berlioz: Les Troyens - Deborah Voigt/Françoise Pollet/Gary Lakes/Gino Quilico/Chœur & Orchestre symphonique de Montréal/Charles Dutoit, 1994 Decca - Grammy Award for Best Opera Recording 1996
- Magnard: Guercoeur - José van Dam/Hildegard Behrens/Gary Lakes/Nadine Denize/Choeur Orfeón Donostiarra/Orchestre National du Capitole de Toulouse/Michel Plasson, Warner
- Schoenberg: Gurre-lieder - Florence Quivar/Éva Marton/Hans Hotter/Gary Lakes/Zubin Mehta, 1991 Sony
- Strauss R, - Arianna a Nasso, Levine/Prey/Tomowa-Sintow, 1998 Deutsche Grammophon - Grammy Award for Best Opera Recording 1988
- Wagner, Walkiria - Levine/MET/Behrens/Norman/Moll, 1988 Deutsche Grammophon CD e DVD - Grammy Award for Best Opera Recording 1990
- Weber: Oberon - Dwayne Croft/Deborah Voigt/Ben Heppner/Delores Ziegler/Gary Lakes/James Conlon, EMI